# 3472 Upgren
3472 Upgren је астероид главног астероидног појаса са средњом удаљеношћу од Сунца која износи 2,724 астрономских јединица (АЈ).
Апсолутна магнитуда астероида је 13,6.